# Templo C (Corinto)
Templo C es el nombre utilizado en el estudio de uno de los primeros templos griegos de Corinto, Grecia. Sus ruinas se encuentran en el yacimiento arqueológico de la Antigua Corinto, en la actual Archaía Kórinthos, pueblo del municipio de Kórinthos.
Se construyó durante el reinado del emperador Augusto a principios del siglo I d. C. Estaba situado cerca de la esquina noroeste del ágora  de Corinto, justo al este de la Fuente de Glauce. Se denomina Templo C por los investigadores porque no se sabe con certeza a qué dios estaba dedicado Se ha propuesto como templo de Hera Acrea, entre otros.
Era de estilo dórico y tenía cuatro columnas en cada extremo. Su estilóbato medía aproximadamente 11,3 × 19 m. El templo estaba asentado sobre una plataforma de tres escalones y luego fue rodeado por una columnata dórica en los lados norte, oeste y sur, formando un patio del santuario. La entrada era una puerta al este. Desde la puerta oeste se accedía a la fuente de Glauce.